# Videogiochi nel 2016

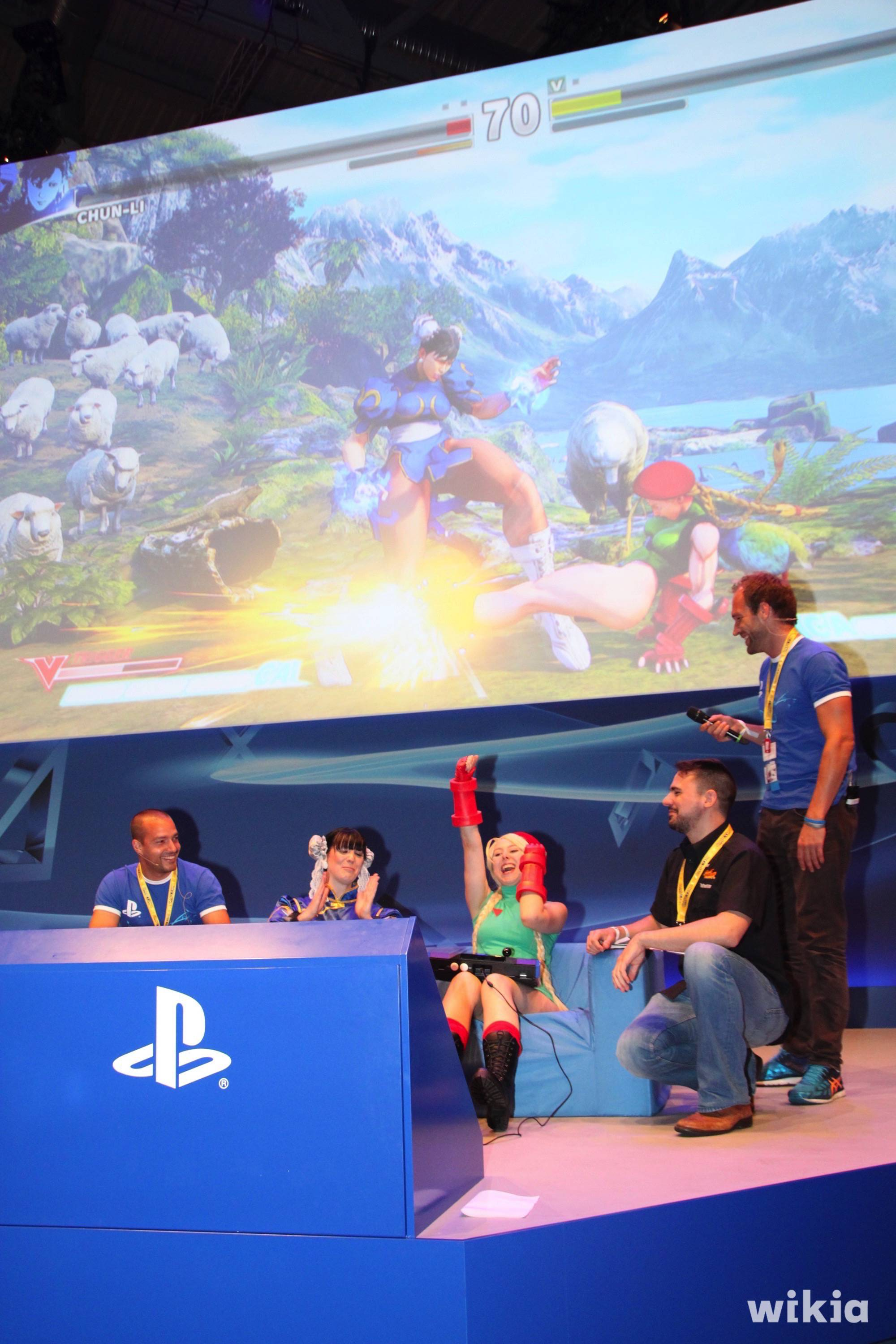
Street Fighter V alla Gamescom 2015

Eventi rilevanti avvenuti nell'industria dei videogiochi nel 2016. 
Per un elenco delle voci su giochi usciti nell'anno vedi Categoria:Videogiochi del 2016.

## Eventi
- Pokémon Go è la novità dell'estate e nasce un dibattito se sia solo una moda o sia rappresentativo del futuro successo della realtà aumentata[1].
- Esce il dispositivo per realtà virtuale HTC Vive.
- Esce il dispositivo per realtà virtuale PlayStation VR.[2]
- Escono le varianti di console PlayStation 4 Slim e Pro.[2]

## Classifiche
- I 10 giochi più venduti secondo le statistiche di VGChartz sono, in ordine decrescente: Stardew Valley, Uncharted 4: Fine di un ladro, Civilization VI, Final Fantasy XV, Overwatch, Firewatch, Forza Horizon 3, Ratchet & Clank, The Last Guardian, Farming Simulator 17[3].
- I 10 giochi più apprezzati dalla critica secondo le statistiche di Metacritic sono, in ordine decrescente: Uncharted 4: Fine di un ladro, Inside, Persona 5, Out of the Park Baseball 17, The Witcher 3: Wild Hunt - Blood and Wine, Overwatch, Forza Horizon 3, Stephen's Sausage Roll, NBA 2K17, Kentucky Route Zero Act IV[4].